# Boudouaou
Boudouaou är en ort i Algeriet.   Den ligger i provinsen Boumerdès, i den norra delen av landet, 30 km öster om huvudstaden Alger. Boudouaou ligger 17 meter över havet och antalet invånare är 45 153.
Terrängen runt Boudouaou är platt åt nordväst, men åt sydost är den kuperad. En vik av havet är nära Boudouaou norrut.Runt Boudouaou är det tätbefolkat, med 331 invånare per kvadratkilometer. Närmaste större samhälle är Boumerdès, 7,4 km nordost om Boudouaou. 